# Partea ta de vină...
Partea ta de vină..., menționat în unele surse Partea ta de vină, este un film românesc din 1963 regizat de Mircea Mureșan. Rolurile principale au fost interpretate de actorii Sebastian Papaiani, Marcel Anghelescu și Gheorghe Cozorici.

## Distribuție
Distribuția filmului este alcătuită din:
- Sebastian Papaiani — Mihai Brad, țăran tânăr originar din comuna Neagra (Munții Apuseni) venit să muncească pe un șantier
- Marcel Anghelescu — Oniga, secretarul organizației de bază PMR a Șantierului nr. 5 Stejeriș
- Gheorghe Cozorici — Dumitrache Deac, muncitor șef de echipă cazat în Baraca 2
- Ion Besoiu — Timofte Bejan, un hoț din Brăila care a fost deținut 2 ani la Văcărești, muncitor cazat în Baraca 2 (menționat Ion Bessoiu)
- Ileana Cernat — Anca Vlădescu, tehniciană, activistă UTM
- Ibolya Farkas — Mia Lupaș, tehniciană, iubita tov. Mărăi (menționată Ibolya Farkaș)
- Dumitrel Cucereanu — Dumitrel, nepotul Ancăi Vădescu, copil orfan care locuiește pe șantier
- George Aurelian — casierul șef al Șantierului nr. 5
- Gheorghe Popovici-Poenaru — Tofan, muncitor cazat în Baraca 2
- Silviu Stănculescu — Petre Mărăi, secretarul organizației de bază UTM a Șantierului nr. 5
- Valentin Plătăreanu — Popescu, actor figurant, muncitor cazat în Baraca 2
- Constantin Codrescu — ing. Vasile Banu, cadru tehnic din conducerea Șantierului nr. 5
- Tudorel Popa — funcționar cu sarcini administrative pe Șantierul nr. 5
- Geo Saizescu — muncitorul cu talent de tenor cazat în Baraca 2
- Radu Cazan — Negrilă, muncitor cazat în Baraca 2, prietenul lui Tofan
- Grigore Nagacevschi (menționat Gr. Nagacevschi)
- Dezsõ Nagy (menționat Dezideriu Nagy)
- Mihai Pall
- Cornel Coman — muncitor cazat în Baraca 2
- József Varga (menționat Iosef Varga)
- Tănase Gavril (menționat Tănase Gavrilă)
- Alexandru Vasiliu (menționat Alex. Vasiliu)
- Lucian Dinu (menționat Dinu Lucian)

## Primire
Filmul a fost vizionat de 1.599.806 spectatori de spectatori în cinematografele din România, după cum atestă o situație a numărului de spectatori înregistrat de filmele românești de la data premierei și până la data de 31 decembrie 2014 alcătuită de Centrul Național al Cinematografiei.